# Torcebraç

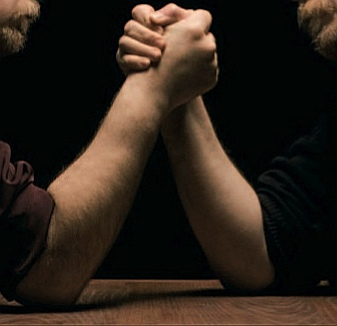
Un torcebraç

Un torcebraç és una prova de força entre dues persones o entitats. És també un repte físic que determina la força dels braços dels contrincants.
Modernament, l'any 1977, el torcebraç s'ha organitzat en forma de competició on és considerat un esport segons la world armwrestling federation. Consisteix a enfrontar dos participants, davant per davant, agafant-se la mà en posició vertical, situant el corresponent colze sobre una taula, fent forces oposades, i guanya qui aconsegueix tombar o tòrcer el braç del contrincant.
Altrament, el mot torcebraç també s'utilitza en sentit figurat quan dues persones, col·lectius, etcètera, mantenen un estira-i-arronsa, una relació oposada o de tensió, a l'expectativa de veure qui guanya o com es resol aquesta tensió.

Alguns dels campions més destacats són: Gary Goodridge, Zaur Tskadadze, Andriy Pushkar i Levan Saginashvili.